# Мологівська сільська територіальна громада
Мологівська сільська територіальна громада — територіальна громада в Україні, у Білгород-Дністровському районі Одеської області, створена 5 вересня 2017 року в рамках адміністративно-територіальної реформи 2015–2020 років. Населення громада складає 15 792 осіб, адміністративний центр — село Молога.
Громада утворена в результаті об'єднання Мологівської, Андріївської і Випаснянської сільських рад. Таким чином до громади увійшли 8 сіл:
- Андріївка
- Бикоза
- Випасне
- Молога
- Нове
- Садове
- Сухолужжя
- Розкішне

Перші вибори відбулися 24 грудня 2017 року.
15 липня 2025 року, відповідно до наказу №1151 Міністерства розвитку громад та територій України, територія громади входить до оновленого переліку територій бойових дій.  